# Sven Kemmler

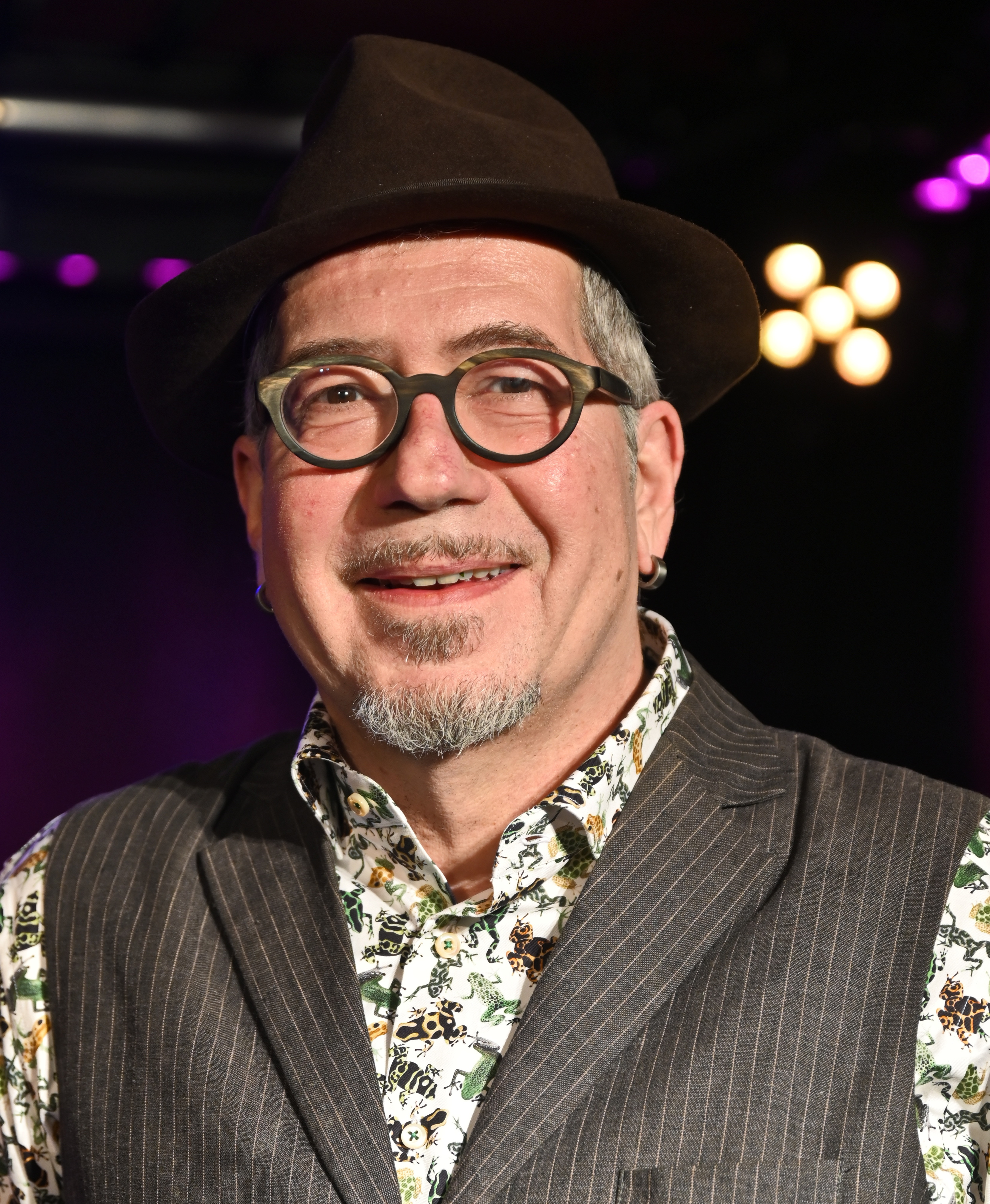
Sven Kemmler, 2024

Sven Kemmler (* 22. Juli 1968 in München) ist ein deutscher Autor und Kabarettist.

## Leben
Sven Kemmler studierte Biologie und Management Science in Stirling (Schottland) und angewandten Kulturwissenschaften in Lüneburg. Anschließend war er als Schauspieler bei „Du – Die Stadt“ von Fiona Templeton in München tätig. Hier erhielt er von den Printmedien den „AZ-Stern des Jahres“ und die „tz-Rose“. Kemmler arbeitete unter anderem als Unternehmensberater im Bereich Marketing. Er verfasste Werbetexte und Graphiken und war als Lektor für Drehbücher tätig.

## Soloprogramme
- 2004: „Modernde Zeiten – der Trug scheint“
- 2008: „Endlich“
- 2011: „MoralCarpaccio“
- 2013: „Die 36 Kammern der Nutzlosigkeit“
- 2015: „Englischstunde“
- 2016: „Shakespeare Spezial“
- 2017: „Nachrufe“
- 2019: „Die neue Mitte – China für Anfänger“
- 2020: „Heimreisen – Ausflüge ins Dasein“

## Ensembleprogramme
- 2011: „Schottendicht“ (mit Jochen Malmsheimer, Hannes Ringlstetter und Mathias Tretter)
- 2012: „Schottenbrand – Wasser marsch!“ (mit Jochen Malmsheimer, Hannes Ringlstetter und Mathias Tretter)
- 2013: „Schottenabend“ (mit Mathias Tretter)
- 2014: „Die Musketiere – Alles für die Königin“ (mit Severin Gröbner, Sven Kemmler, Jochen Malmsheimer, Hannes Ringlstetter, Patrick Salmen, Dagmar Schönleber, Georg Schramm, Martina Schwarzmann, Mathias Tretter und Ulan & Bator)
- seit: 2014 „Die Stützen der Gesellschaft“ (Monatliche Lesebühne mit Alex Burkhard, Fee und Frank Klötgen)
- 2017: „Die Nymphe und der Finstere Förster“ (mit Lisa Eckhart)
- 2018: „Auf See“ (mit Alex Burkhard, Till Hofmann, Jochen Malmsheimer, Michael Sailer, Patrick Salmen, Dagmar Schönleber, Georg Schramm, Martina Schwarzmann, Nessi Tausendschön, Mathias Tretter, Ulan & Bator)

## Autorentätigkeit
Bücher:
- Und was wirst du, wenn ich groß bin? (Roman), 2010, Heyne Verlag, ISBN 978-3453407688
- Pensées oder 77 Weisheiten des Zven-Buddhismus (Kunstbuch in limitierter Auflage), 2020, Wortmeisterei, ISBN 978-3948989019

Theater:
- „Jedermann muss einmal sterben“ – Uraufführung 2006 am theater hof19 Oldenburg
- „Nathan“ (mit Eva-Katrin Hermann) – Uraufführung 2007 am theater hof19 Oldenburg
- „Hikikomori goes Utopia“ – Uraufführung 2010 im Marstall im  Residenztheater München
- „Um uns die Sintflut“ – Uraufführung 2014 im Kabarett Academixer Leipzig

Musical:
- „Excalibur – Jenseits der Macht“ (mit Stephan Ohm), unveröffentlicht
- Script Consultant „We Will Rock You“ von Queen/Ben Elton, deutsche Fassung

Co-Autor für Bühnenprogramme:
- Francesca De Martin: 2000 „G.E.L.D.“, 2005 „Aufmarsch der Itaker“
- Michael Mittermeier: 2004 „Paranoid“, 2007 „Safari“, 2009 „Achtung Baby! Live“, 2012 „A German On Safari“ (englisch), 2013 „Blackout“, 2014 „Das Blackout“ (englisch), 2015 „Wild“, 2018 „Lucky Punch“
- Rick Kavanian: 2006 „Kosmopilot“, 2009 „Ipanema“
- Ensemble der Münchner Lach- und Schießgesellschaft: 2008 „Last Minute“, 2010 „Ohne Limit“
- Cello Mafia: 2011 „Cello Mafia Radio Show“
- Michael Krebs: 2013 „Zusatzkonzert“
- Alvero Solar: 2014 „Männerfreundschaft“
- Mathias Tretter: 2015 „Not With A Bang, But A Whimper…“ (englisch)

Buchübersetzung:
- 2011: „Ich bin ein Lebowski, du bist ein Lebowski“ (aus dem Englischen), Heyne Verlag

## Poetry Slam
2015: Bayerischer Meister im Poetry Slam

## Regie
- 2010: Ensemble der Münchner Lach- und Schießgesellschaft: „Ohne Limit“
- 2014: Kabarett Academixer Leipzig: „Um uns die Sintflut“
- 2015: Hazel Brugger: „Hazel Brugger passiert“
- 2016: Gabriel Vetter: „Hobby“
- 2017: Ensemble der Münchner Lach- und Schießgesellschaft: „Exitenzen“
- 2019: Deutsches Theater München: „Der Watzmann ruft!“
- 2021: Ensemble der Münchner Lach- und Schießgesellschaft: „Aufgestaut“
- 2024: Ensemble der Münchner Lach- und Schießgesellschaft: „Abgespeckt“